# Poposauroidea
I poposauroidi (Poposauroidea) sono un gruppo di rettili estinti appartenenti agli arcosauri. Vissero tra il Triassico medio e il Triassico superiore (circa 242 - 210 milioni di anni fa) e i loro resti fossili sono stati ritrovati in Europa, Asia, Africa, Sudamerica e Nordamerica. I rappresentanti di questo gruppo adottarono numerose e insolite specializzazioni.

## Descrizione
Questi animali includono numerose specie di arcosauri dalle varie specializzazioni: includevano forme bipedi (Poposaurus) e predatrici, altre più snelle e dotate di becchi senza denti (Effigia, Shuvosaurus), altre ancora dotate di vela dorsale (gli ctenosauriscidi). Tra i poposauroidi, inoltre, vi furono i più antichi arcosauri marini (Diandongosuchus, Qianosuchus), così come altre forme insolite dalle caratteristiche miste (Lotosaurus) e dal collo lungo (Yarasuchus). Generalmente i poposauroidi erano di dimensioni minori rispetto agli altri gruppi di grandi arcosauri predatori del Triassico, come i prestosuchidi e i rauisuchidi, e generalmente non superavano i 3 metri di lunghezza.

## Classificazione
Nonostante la notevole diversificazione delle forme attribuite a questo gruppo, alcuni studi (Nesbitt 2011, Brusatte et al. 2010) indicano che i poposauroidi erano a tutti gli effetti un gruppo monofiletico sulla base di alcune caratteristiche comuni a tutte le forme. 
A causa della peculiarità di alcune forme, molti poposauroidi sono stati inizialmente attribuiti ad altri gruppi di animali: lo stesso Poposaurus, ad esempio, fu inizialmente attribuito ai dinosauri teropodi, così come Shuvosaurus, considerato addirittura un dinosauro struzzo ancestrale. Questa "confusione" ha coinvolto anche altri animali come Postosuchus, dapprima considerato un antenato dei grandi teropodi come Tyrannosaurus e in seguito attribuito prima ai poposauridi e poi ai rauisuchidi. Attualmente i poposauroidi sono considerati arcosauri specializzati, piuttosto vicini all'origine dei crocodilomorfi.  
Nella classificazione degli arcosauri proposta da Sterling J. Nesbitt (2011), i poposauroidi sono considerati un gruppo monofiletico: 
|  | Arizonasaurus |
|  |               |
|  | Xilousuchus   |
|  |               |

|  | Poposaurus |
|  |            |

|  | Lotosaurus |
|  |            |

|  | Sillosuchus                                             |
|  |                                                         |
|  | \| \| Effigia \| \| \| \| \| \| Shuvosaurus \| \| \| \| |
|  |                                                         |
|  | Effigia                                                 |
|  |                                                         |
|  | Shuvosaurus                                             |
|  |                                                         |

|  | Effigia     |
|  |             |
|  | Shuvosaurus |
|  |             |

|  | Lotosaurus |
|  |            |

|  | Sillosuchus                                             |
|  |                                                         |
|  | \| \| Effigia \| \| \| \| \| \| Shuvosaurus \| \| \| \| |
|  |                                                         |
|  | Effigia                                                 |
|  |                                                         |
|  | Shuvosaurus                                             |
|  |                                                         |

|  | Effigia     |
|  |             |
|  | Shuvosaurus |
|  |             |

|  | Poposaurus |
|  |            |

|  | Lotosaurus |
|  |            |

|  | Sillosuchus                                             |
|  |                                                         |
|  | \| \| Effigia \| \| \| \| \| \| Shuvosaurus \| \| \| \| |
|  |                                                         |
|  | Effigia                                                 |
|  |                                                         |
|  | Shuvosaurus                                             |
|  |                                                         |

|  | Effigia     |
|  |             |
|  | Shuvosaurus |
|  |             |

|  | Lotosaurus |
|  |            |

|  | Sillosuchus                                             |
|  |                                                         |
|  | \| \| Effigia \| \| \| \| \| \| Shuvosaurus \| \| \| \| |
|  |                                                         |
|  | Effigia                                                 |
|  |                                                         |
|  | Shuvosaurus                                             |
|  |                                                         |

|  | Effigia     |
|  |             |
|  | Shuvosaurus |
|  |             |

|  | Arizonasaurus |
|  |               |
|  | Xilousuchus   |
|  |               |

|  | Poposaurus |
|  |            |

|  | Lotosaurus |
|  |            |

|  | Sillosuchus                                             |
|  |                                                         |
|  | \| \| Effigia \| \| \| \| \| \| Shuvosaurus \| \| \| \| |
|  |                                                         |
|  | Effigia                                                 |
|  |                                                         |
|  | Shuvosaurus                                             |
|  |                                                         |

|  | Effigia     |
|  |             |
|  | Shuvosaurus |
|  |             |

|  | Lotosaurus |
|  |            |

|  | Sillosuchus                                             |
|  |                                                         |
|  | \| \| Effigia \| \| \| \| \| \| Shuvosaurus \| \| \| \| |
|  |                                                         |
|  | Effigia                                                 |
|  |                                                         |
|  | Shuvosaurus                                             |
|  |                                                         |

|  | Effigia     |
|  |             |
|  | Shuvosaurus |
|  |             |

|  | Poposaurus |
|  |            |

|  | Lotosaurus |
|  |            |

|  | Sillosuchus                                             |
|  |                                                         |
|  | \| \| Effigia \| \| \| \| \| \| Shuvosaurus \| \| \| \| |
|  |                                                         |
|  | Effigia                                                 |
|  |                                                         |
|  | Shuvosaurus                                             |
|  |                                                         |

|  | Effigia     |
|  |             |
|  | Shuvosaurus |
|  |             |

|  | Lotosaurus |
|  |            |

|  | Sillosuchus                                             |
|  |                                                         |
|  | \| \| Effigia \| \| \| \| \| \| Shuvosaurus \| \| \| \| |
|  |                                                         |
|  | Effigia                                                 |
|  |                                                         |
|  | Shuvosaurus                                             |
|  |                                                         |

|  | Effigia     |
|  |             |
|  | Shuvosaurus |
|  |             |

|  | Arizonasaurus |
|  |               |
|  | Xilousuchus   |
|  |               |

|  | Poposaurus |
|  |            |

|  | Lotosaurus |
|  |            |

|  | Sillosuchus                                             |
|  |                                                         |
|  | \| \| Effigia \| \| \| \| \| \| Shuvosaurus \| \| \| \| |
|  |                                                         |
|  | Effigia                                                 |
|  |                                                         |
|  | Shuvosaurus                                             |
|  |                                                         |

|  | Effigia     |
|  |             |
|  | Shuvosaurus |
|  |             |

|  | Lotosaurus |
|  |            |

|  | Sillosuchus                                             |
|  |                                                         |
|  | \| \| Effigia \| \| \| \| \| \| Shuvosaurus \| \| \| \| |
|  |                                                         |
|  | Effigia                                                 |
|  |                                                         |
|  | Shuvosaurus                                             |
|  |                                                         |

|  | Effigia     |
|  |             |
|  | Shuvosaurus |
|  |             |

|  | Poposaurus |
|  |            |

|  | Lotosaurus |
|  |            |

|  | Sillosuchus                                             |
|  |                                                         |
|  | \| \| Effigia \| \| \| \| \| \| Shuvosaurus \| \| \| \| |
|  |                                                         |
|  | Effigia                                                 |
|  |                                                         |
|  | Shuvosaurus                                             |
|  |                                                         |

|  | Effigia     |
|  |             |
|  | Shuvosaurus |
|  |             |

|  | Lotosaurus |
|  |            |

|  | Sillosuchus                                             |
|  |                                                         |
|  | \| \| Effigia \| \| \| \| \| \| Shuvosaurus \| \| \| \| |
|  |                                                         |
|  | Effigia                                                 |
|  |                                                         |
|  | Shuvosaurus                                             |
|  |                                                         |

|  | Effigia     |
|  |             |
|  | Shuvosaurus |
|  |             |

|  | Arizonasaurus |
|  |               |
|  | Xilousuchus   |
|  |               |

|  | Poposaurus |
|  |            |

|  | Lotosaurus |
|  |            |

|  | Sillosuchus                                             |
|  |                                                         |
|  | \| \| Effigia \| \| \| \| \| \| Shuvosaurus \| \| \| \| |
|  |                                                         |
|  | Effigia                                                 |
|  |                                                         |
|  | Shuvosaurus                                             |
|  |                                                         |

|  | Effigia     |
|  |             |
|  | Shuvosaurus |
|  |             |

|  | Lotosaurus |
|  |            |

|  | Sillosuchus                                             |
|  |                                                         |
|  | \| \| Effigia \| \| \| \| \| \| Shuvosaurus \| \| \| \| |
|  |                                                         |
|  | Effigia                                                 |
|  |                                                         |
|  | Shuvosaurus                                             |
|  |                                                         |

|  | Effigia     |
|  |             |
|  | Shuvosaurus |
|  |             |

|  | Poposaurus |
|  |            |

|  | Lotosaurus |
|  |            |

|  | Sillosuchus                                             |
|  |                                                         |
|  | \| \| Effigia \| \| \| \| \| \| Shuvosaurus \| \| \| \| |
|  |                                                         |
|  | Effigia                                                 |
|  |                                                         |
|  | Shuvosaurus                                             |
|  |                                                         |

|  | Effigia     |
|  |             |
|  | Shuvosaurus |
|  |             |

|  | Lotosaurus |
|  |            |

|  | Sillosuchus                                             |
|  |                                                         |
|  | \| \| Effigia \| \| \| \| \| \| Shuvosaurus \| \| \| \| |
|  |                                                         |
|  | Effigia                                                 |
|  |                                                         |
|  | Shuvosaurus                                             |
|  |                                                         |

|  | Effigia     |
|  |             |
|  | Shuvosaurus |
|  |             |